# Заозерная (Каргапольский район)
Заозерная — деревня в Каргапольском районе Курганской области. Входила в состав Окуневского сельсовета. С 3 апреля 2019 года в составе Долговского сельсовета были включены все населённые пункты упразднённых Окуневского и Соколовского сельсоветов.

## Географическое положение
Расположено на правом (южном) берегу реки Устье, примерно в 2 км к юго-западу от села Окуневское; в 30 км (37 км по автодороге) к юго-западу от районного центра Каргаполье; в 80 км (125 км по автодороге) к северо-западу от города Кургана.

## История
Деревня основана между 1710 и 1719 годами.
До революции деревня Заозерная (Гущина) входила в состав Окуневской волости Челябинского уезда Оренбургской губернии.
В конце июня — начале июля 1918 года установлена белогвардейская власть. В начале августа 1919 года восстановлена Советская власть.

## Население
| 1866 | 1892 | 1901 | 1916  | 1921  | 1926  | 1989 |
| ---- | ---- | ---- | ----- | ----- | ----- | ---- |
| 742  | ↗976 | ↘798 | ↗1081 | ↗1108 | ↗1125 | ↘170 |
| 2002 | 2010 |      |       |       |       |      |
| ↘162 | ↘157 |      |       |       |       |      |

На 2010 год население составляло 157 человек.
Национальный состав
- По данным переписи населения 2002 года проживало 162 человека, из них русские — 98 %.
- По данным переписи 1926 года проживало 1125 человек, из них русские — 1118 человек, украинцы — 5 человек.

## Первопоселенцы
Ревизия податного населения 1719 года. Окуневский острог, деревня Заозерная, май 1719 года. Список глав семей:
- Дорофей Никитин сын Годовых
- Павел Киприянов сын Жарких
- Савва Дорофеев сын Латышев
- Иван Козмин сын Шаврин
- Елфим Козмин сын Шаврин
- Илья Самойлов сын Притчин
- Семен Федосеев сын Кондаков
- Максим Федосеев сын Махалев
- Иван Евдокимов сын Малцов
- Федор Андреев сын Димов (Дымов)